# 米田徹 (政治家)
米田 徹（よねだ とおる、1949年〈昭和24年〉2月26日 - ）は、日本の政治家。元糸魚川市長（5期）、元糸魚川市議会議員（5期）。

## 来歴
1949年（昭和24年）2月26日、新潟県糸魚川市出身。新潟県立糸魚川高等学校を経て、1971年（昭和46年）、金沢工業大学工学部土木工学科を卒業。同年、米田組に入社。
1987年（昭和62年）、糸魚川市議会議員選挙に立候補し、初当選。以降、5期18年務め、2001年（平成13年）からは糸魚川市議会議長を務めた。
2005年（平成17年）3月19日、旧糸魚川市と能生町、青海町が新設合併し、新市制の糸魚川市が誕生。合併に伴い4月24日に行われた糸魚川市長選挙に立候補し、旧糸魚川市長の吉岡静夫と山岸美隆を破り、初当選。
※当日有権者数：42,208人 最終投票率：84.91%（前回比：pts）
| 候補者名 | 年齢 | 所属党派 | 新旧別 | 得票数   | 得票率 | 推薦・支持 |
| -------- | ---- | -------- | ------ | -------- | ------ | ---------- |
| 米田徹   | 56   | 無所属   | 新     | 15,824票 | 44.2%  |            |
| 山岸美隆 | 50   | 無所属   | 新     | 10,346票 | 28.9%  |            |
| 吉岡静夫 | 68   | 無所属   | 新     | 8,777票  | 24.5%  |            |

2009年（平成21年）4月19日、任期満了に伴う糸魚川市長選挙に出馬し、無投票で再選。
2013年（平成25年）4月21日、任期満了に伴う糸魚川市長選挙に出馬し、無投票で再選。
2017年（平成29年）4月16日、任期満了に伴う糸魚川市長選挙に出馬し、元糸魚川市議会議員の古畑浩一を破り、再選。
※当日有権者数：37,766人 最終投票率：72.04%（前回比： 12.87pts）
| 候補者名 | 年齢 | 所属党派 | 新旧別 | 得票数   | 得票率 | 推薦・支持 |
| -------- | ---- | -------- | ------ | -------- | ------ | ---------- |
| 米田徹   | 68   | 無所属   | 現     | 19,554票 | 71.9%  |            |
| 古畑浩一 | 57   | 無所属   | 新     | 7,274票  | 26.7%  |            |

2021年（令和3年）4月19日、任期満了に伴う糸魚川市長選挙に出馬し、無所属で新人の元糸魚川市産学官推進企画幹・久保田郁夫を破り、再選。
※当日有権者数：35,414人 最終投票率：74.12%（前回比： 2.08pts）
| 候補者名   | 年齢 | 所属党派 | 新旧別 | 得票数   | 得票率 | 推薦・支持 |
| ---------- | ---- | -------- | ------ | -------- | ------ | ---------- |
| 米田徹     | 72   | 無所属   | 現     | 13,952票 | 53.6%  |            |
| 久保田郁夫 | 63   | 無所属   | 新     | 12,079票 | 46.4%  |            |

同年7月3日に自身の所有する土地で木の剪定作業中に骨盤を骨折し、県内の病院に入院した。7月30日に退院し、8月2日に約1ヶ月ぶりに公務に復帰した。
2025年(令和7年)1月20日の定例記者会見で、任期満了に伴う4月の糸魚川市長選挙に出馬せず5期限りで引退すると正式表明した。
2025年(令和7年)4月23日、任期満了により5期務めた糸魚川市長を退任した。

## 副市長の公職選挙法違反
2021年4月に行われた糸魚川市長選挙で、藤田年明副市長が糸魚川市の複数の幹部職員に対し現職候補の米田への投票を依頼していたとして、同年8月11日、糸魚川市選挙管理委員会が藤田を公職選挙法違反（公務員の地位利用）の疑いで新潟県警察に刑事告発した。藤田は責任を取り8月13日付で副市長を辞職した。
同年11月30日付で、新潟県警察が公職選挙法違反（公務員の地位利用）の疑いで藤田を書類送検した。2022年10月18日、新潟地方検察庁は藤田を不起訴処分にした。

## 政策・人物
- 2019年（令和元年）7月、日本有数のヒスイの生産地である糸魚川市で「石」をテーマに地域を発信する取り組み『石のまちプロジェクト』の発表会を開催[19]。本プロジェクトでは、石の魅力を伝えるガイドの養成、旅行商品や食品の開発などを通し、官民一体で交流人口の拡大を目指しており、発表会で米田は「糸魚川が他の市町村よりも優れている点は石の多様性。原点に立ち返り、こうした価値を全国にしっかりとPRしたい」と述べた[19]。（糸魚川のヒスイ参照）

- 国際連合教育科学文化機関の正式プログラムであるジオパークについて、「ジオパーク活動こそが地方創生そのもの」と自負しており、糸魚川静岡構造線の地質や地形、自然を生かし、交流人口を増やすことを掲げた[7]。

- 2022年（令和4年）4月13日、家族の新型コロナウイルス感染が確認されたことから、PCR検査を受けたところ、自身の陽性も判明した[20]。